# Copestylum calochaetum
Copestylum calochaetum är en tvåvingeart som först beskrevs av Hull 1941.  Copestylum calochaetum ingår i släktet Copestylum och familjen blomflugor. Inga underarter finns listade i Catalogue of Life.